# 常林镇
常林镇，原为常林乡，是中华人民共和国四川省南充市西充县下辖的一个乡镇级行政单位。2019年10月，撤销常林乡和宏桥乡，设立常林镇，以原常林乡和原宏桥乡所属行政区域为常林镇的行政区域。

## 行政区划
常林镇下辖以下地区：
将军碑社区、大田坝社区、灵芝桥社区、石板河社区、五里店村、蟠龙观村、张家店村、石狮子村、龙洞沟村、白庙子村、杨村沟村、木角庙村、亭子垭村、大石桥村、高石梯村、红豆沟村、锦屏山村、花盐河村、活佛山村、大垭村、柏江村、陈店沟村、桥上罗家村和罗村沟村，宏桥村、谢家坡村、青龙嘴村、二郎庙村、李店垭村、杨家坝村、板桥子村、观乐山村、观音殿村、金祠寺村、小角沟村和范家堰村。